# Troizen

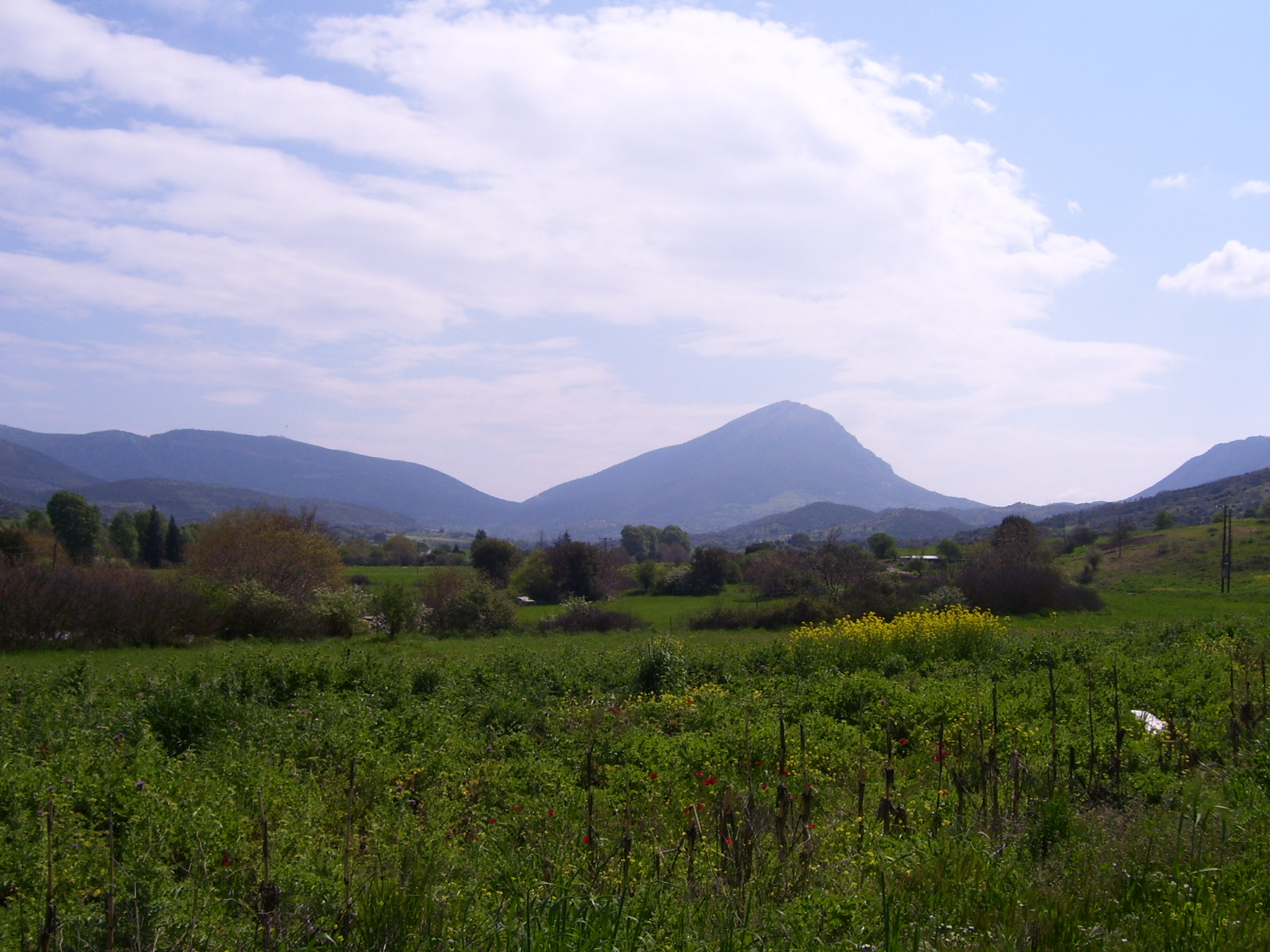
Bild från Troizen

Troizen (klassisk grekiska Τροιζήν, nygrekiska Trizina) är en liten ort (671 invånare 2001) i prefekturen Pireus på nordöstra Peloponnesos, några kilometer söder om Methana. Trizina var även namnet på kommunen, fram till 2011 då då en kommunreform gjordes och den bytte namn till Dimos Troizinia-Methana, (6 507 invånare) i vilken orten ligger, med huvudort Galatas.
Under antiken var Troizen en stad med tillhörande område (Troizenia) i sydöstra delen av landskapet Argolis. Staden, som tidigare skall ha hetat Poseidonia med anledning av en Poseidonkult som idkades där, var under Greklands historiska tid inte synnerligen betydande, men lär enligt sagorna ha haft en lysande forntid. Invånarna var tydligen från början av jonisk nationalitet, men kom redan tidigt under achaiskt övervälde, i sagorna representerat av Pelops son Pittheus, och sedermera under doriskt. Måhända var det de invandrande dorernas påträngning som förmådde en del av Troizens invånare att i förening med argiver utvandra till Mindre Asien och där grundlägga Halikarnassos. Ännu under den historiska tiden kvarstod dock förbindelsen med det joniska Aten, och Troizen lämnade bland annat en tillflykt åt atenarnas kvinnor och barn då dessa vid Xerxes anmarsch övergav sin stad. Under Peloponnesiska kriget stod Troizen på Spartas sida.